# Nilothauma duena
Nilothauma duena är en tvåvingeart som beskrevs av Roback 1960. Nilothauma duena ingår i släktet Nilothauma och familjen fjädermyggor.
Artens utbredningsområde är Peru. Inga underarter finns listade i Catalogue of Life.